# Droit international relatif aux droits de l'homme
Le droit international relatif aux droits de l'homme, ou pour les Nations unies le « droit international relatif aux droits humains »  est la somme des droits internationaux présents dans la Déclaration universelle des droits de l'homme et les traités internationaux sur les droits de l'homme, y compris les instruments internationaux relatifs aux droits de l'homme. Quelquefois, on considère aussi le droit international humanitaire comme faisant partie de la loi internationale des droits de l'Homme.

## Textes par organisation

### Nations unies
Ces traités des Nations unies existent :
- le Pacte international relatif aux droits économiques, sociaux et culturels (adopté en 1966) ;
- le Pacte international relatif aux droits civils et politiques (adopté en 1966).

Entre autres, on nomme l'ensemble de ces deux pactes, joints à la Déclaration universelle des droits de l'homme, la « Charte internationale des droits de l'homme ».
Il y a aussi :
- la Convention pour la prévention et la répression du crime de génocide (adoptée en 1948) ;
- la Convention du 28 juillet 1951 relative au statut des réfugiés (adoptée en 1951) ;
- la Convention internationale sur l'élimination de toutes les formes de discrimination raciale (adoptée en 1965) ;
- la Convention sur l'élimination de toutes les formes de discrimination à l'égard des femmes (adoptée en 1979) ;
- la Convention contre la torture et autres peines ou traitements cruels, inhumains ou dégradants (adoptée en 1984) ;
- la Convention relative aux droits de l'enfant (adoptée en 1989) ;
- la Convention internationale sur la protection des droits de tous les travailleurs migrants et des membres de leur famille (adoptée en 1990) ;
- la Convention relative aux droits des personnes handicapées (adoptée en 2006) ;
- la Convention internationale pour la protection de toutes les personnes contre les disparitions forcées (adoptée en 2006).

Chaque pacte ou convention possède un comité qui surveille les pays, s'assurant qu'ils respectent les droits de l'Homme. Ces comités peuvent donner des recommandations, qui n'ont toutefois pas de force obligatoire. On a aussi la Déclaration et programme d'action de Vienne (adoptée en 1993), par laquelle le Haut-Commissariat des Nations unies aux droits de l'homme est établi. Et on a aussi les principes de Yogyakarta (adoptés en 2006) sur l'orientation sexuelle et l'identité sexuelle, approuvés par le Conseil des droits de l'homme des Nations unies.

### Conseil de l'Europe
Cependant, le Conseil de l'Europe a son propre traité international sur les droits de l'homme et les libertés fondamentales : la Convention européenne des droits de l'homme (adoptée en 1950). Elle définit la Cour européenne des droits de l'homme, dont la décision a une force obligatoire pour les États membres du Conseil de l'Europe. on a aussi la Charte sociale européenne (adoptée en 1961) pour les droits sociaux, la Convention du Conseil de l'Europe sur la lutte contre la traite des êtres humains (adoptée 2005) contre traite des êtres humains et Comité européen pour la prévention de la torture et des peines ou traitements inhumains ou dégradants contre la torture, la Convention du Conseil de l'Europe sur la protection des enfants contre l'exploitation et les abus sexuels (adoptée en 2007) contre l'abus sexuel sur mineur et la Convention du Conseil de l'Europe sur la prévention et la lutte contre la violence à l'égard des femmes et la violence domestique (adoptée en 2011) contre violence contre les femmes et violence conjugale.

### Autres organisations
Par la suite, l'Organisation des États américains a établi la Convention américaine relative aux droits de l'homme (adoptée en 1969). Elle définit aussi la Cour interaméricaine des droits de l'homme pour sa réalisation.
De plus, l'Organisation de l'unité africaine, devenue l'Union africaine (UA) a établi la Charte africaine des droits de l'homme et des peuples (adoptée en 1981), suivant laquelle est instituée la Cour africaine des droits de l'homme en 2004.